# Regla (Cuba)
Pour les articles homonymes, voir Regla.
Regla est l'une des quinze municipalités de la ville de La Havane à Cuba.

## Géographie
La municipalité s'étend sur les rives sud et ouest de la baie de La Havane face à la municipalité havanaise de La Habana Vieja. Elle est bordée par les municipalités de La Habana del Este, au nord ; Guanabacoa, à l'est ; et Diez de Octubre, au sud.
Après Centro Habana et La Habana Vieja, c'est la plus petite des municipalités havanaises puisqu'elle s'étend sur 59 km2, mais c'est surtout la moins peuplée, comptabilisant 44 431 habitants en 2004.

## Quartiers

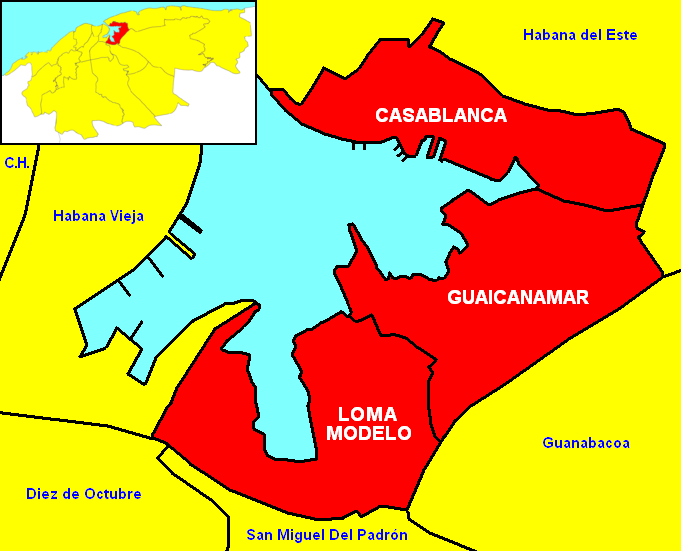
Carte des quartiers

Regla est elle-même divisée en trois quartiers :
- Casablanca ;
- Guaicanamar ;
- Loma Modelo.

## Personnalités nées à Regla
- Roberto Faz, musicien, né en 1914

## Monuments
Le Christ de La Havane est une sculpture monumentale représentant Jésus de Nazareth sur une colline surplombant la baie de La Havane dans la municipalité de Regla. C'est l'œuvre de la sculptrice cubaine Jilma Madera.
L’église Notre-Dame, église paroissiale de l’Église catholique, a été déclarée sanctuaire national par la Conférence des évêques catholiques de Cuba, en 1987.